# Un cantastorie dei giorni nostri
Un cantastorie dei giorni nostri è il secondo album in studio di Claudio Baglioni, pubblicato nel 1971 dalla RCA Italiana.

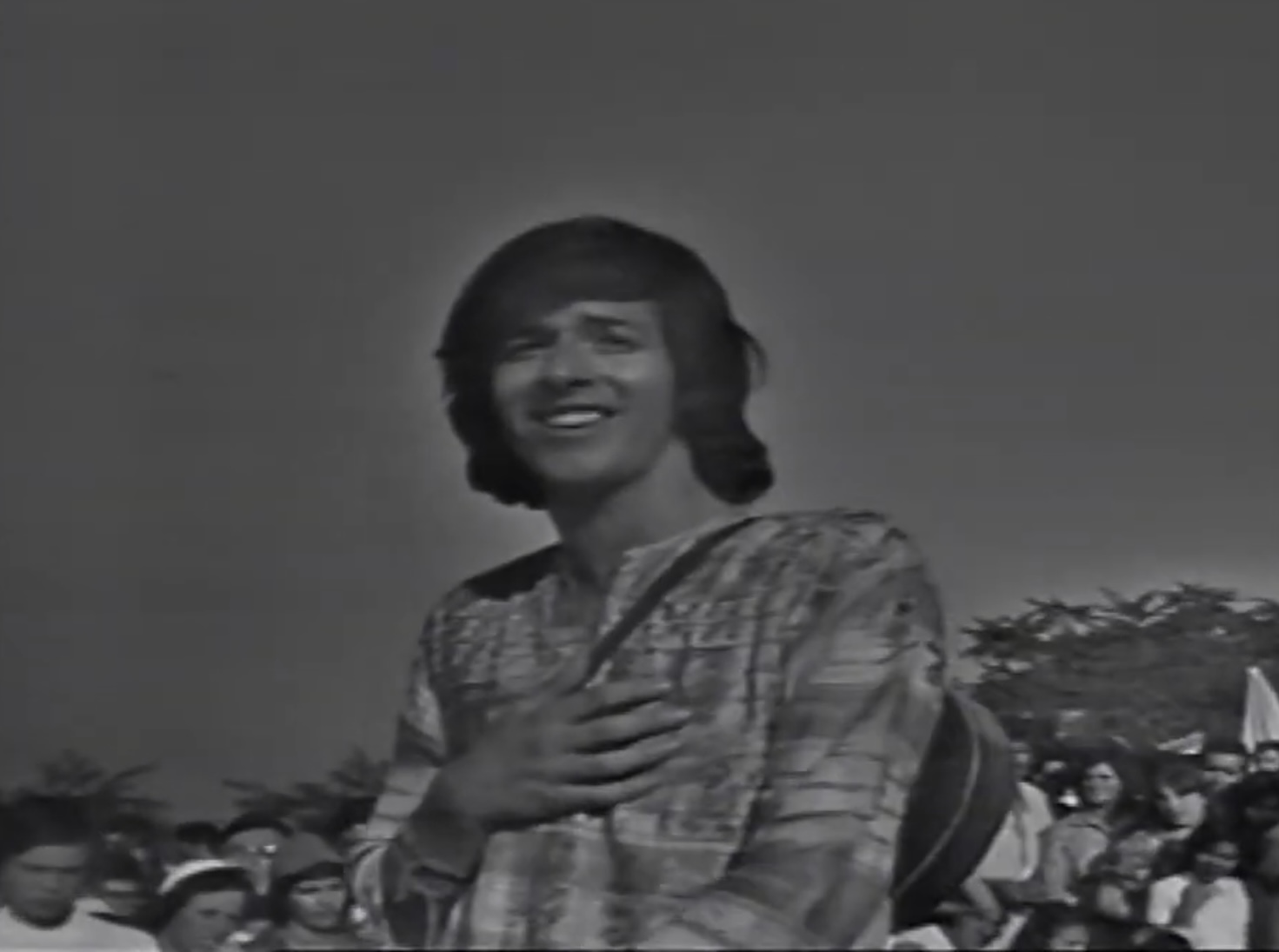
Baglioni nel 1971

Originariamente stampato in poche copie, fu ristampato varie volte in seguito al successo del brano Questo piccolo grande amore.

## Descrizione
Venne pubblicato la prima volta in seguito al successo del cantautore romano durante la trasmissione Speciale 3.000.000 (la prima stampa presenta infatti la scritta in verde chiaro Da Speciale 3.000.000 per via del successo che le canzoni presenti nell'album ebbero nell'omonima trasmissione e fu quindi una scelta di marketing per vendere di più dato lo scarso successo del primo album). Il disco contiene alcune canzoni che Baglioni aveva presentato nel corso della trasmissione, come Io, una ragazza e la gente e ...E ci sei tu (uscite all'interno di un doppio singolo), assieme ad altri inediti. Comprende una mezza dozzina di brani ripresi dal precedente album. Successivamente al successo del brano Questo piccolo grande amore, vennero stampate altre copie del disco.
Nella copertina è raffigurato Claudio Baglioni seduto in una sedia illuminato a metà da una luce verde e con sfondo prevalentemente nero.

## Tracce
Testi di Claudio Baglioni, musiche di Claudio Baglioni e Antonio Coggio.
Lato A
1. Io, una ragazza e la gente – 4:37
2. Cincinnato – 3:45
3. Notte di Natale – 2:55
4. Se... casomai... – 4:52
5. Isolina – 3:25
6. I silenzi del tuo amore – 3:50

Durata totale: 23:24
Lato B
1. E ci sei tu – 4:33
2. Lacrime di Marzo – 2:35
3. Vecchio Samuel – 4:18
4. Interludio – 3:04
5. Signora Lia – 3:00
6. Il sole e la luna – 4:57

Durata totale: 22:27

## Formazione
- Claudio Baglioni – voce
- Ruggero Cini e la sua orchestra
- I "Cantori Moderni di Alessandroni – cori
- Antonio Coggio – arrangiamento (tracce 1-3, 8)
- Ruggero Cini – arrangiamento (tracce 4-6, 9-12)
- Edda Dell'Orso – voce (traccia 4)
- Tino Fornai – violino solista (tracce 5 e 8)
- Paolo Ormi – arrangiamento (traccia 7)